# Rostlina krátkodenní

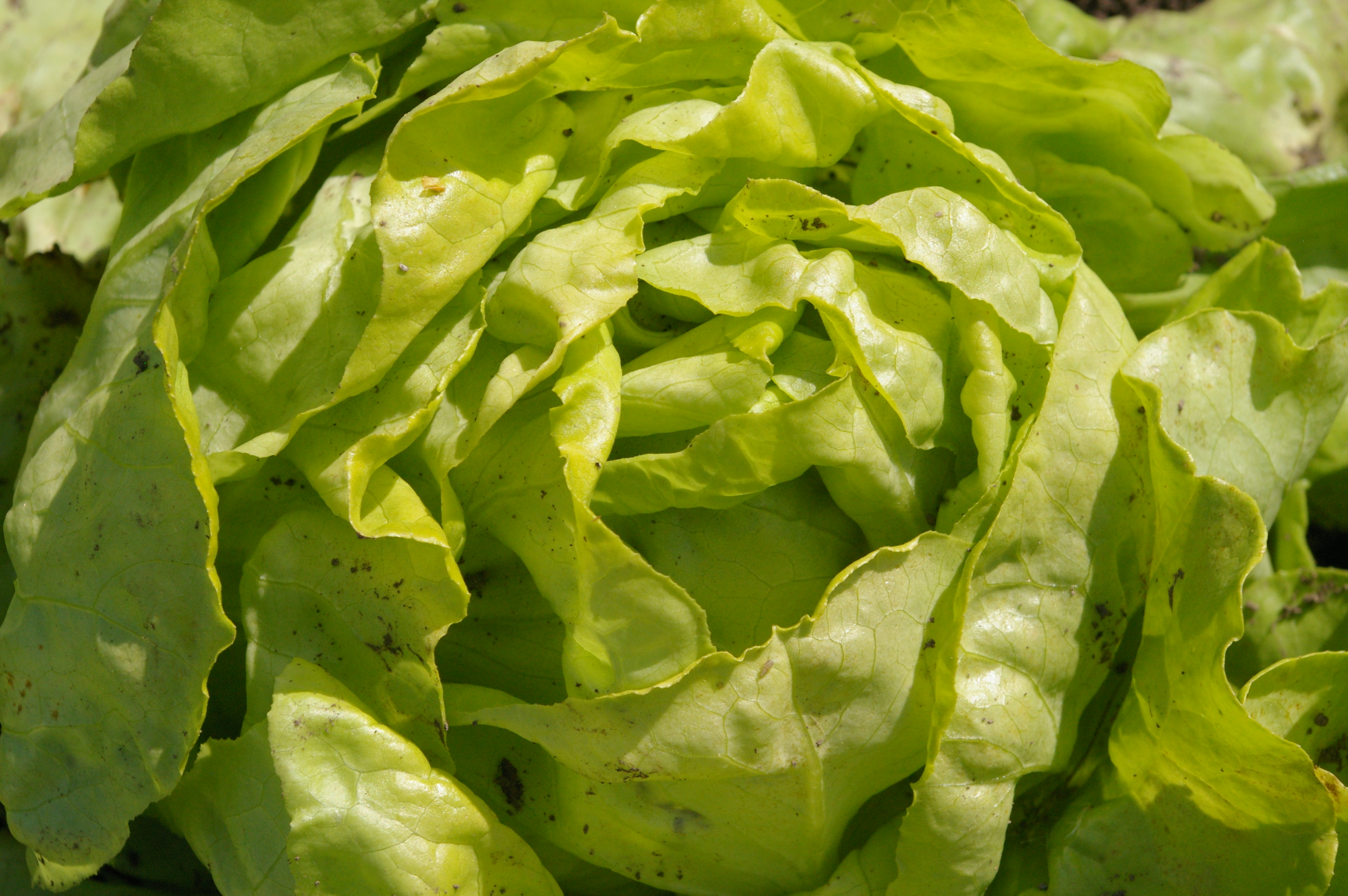
Rostlina dlouhodenní, locika setá (=salátová) (Lactuca sativa)

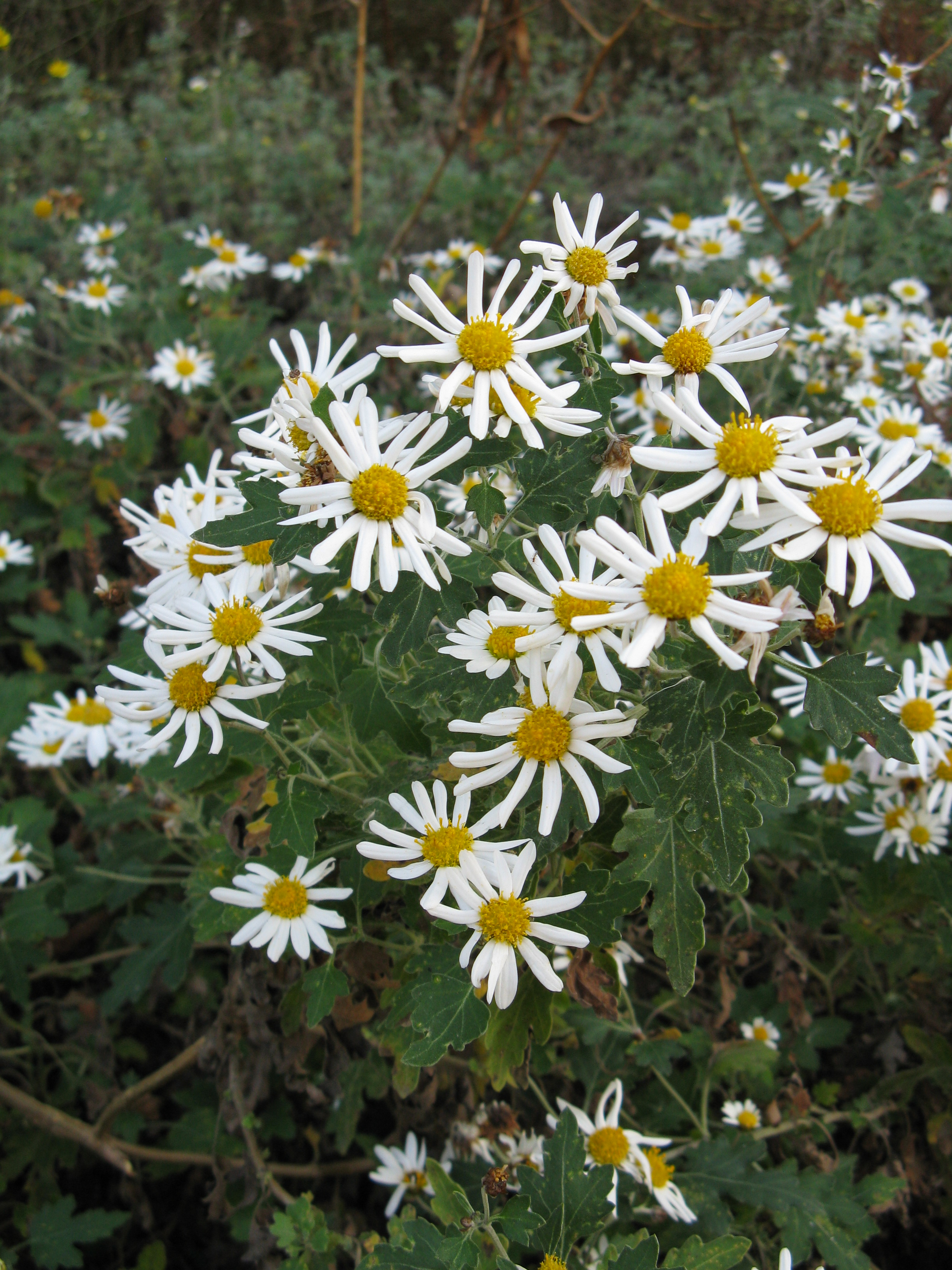
Rostlina krátkodenní, listopadka japonská (Chrysanthemum japonense)

Rostlina krátkodenní je rostlina, u které je kvetení urychlováno fotoperiodou kratší než hraniční délka dne. Opakem je rostlina dlouhodenní, u které je kvetení urychlováno fotoperiodou delší než hraniční délka dne. Hraniční (nebo kritická) délka dne je obvykle od 10 do 14 hodin.
Jsou to rostliny, které lze umělým zkrácením nebo prodloužením doby jejich pobytu na světle přimět k předčasnému nástupu do kvetení nebo jejich nástup do kvetení oddálit.

## Upřesnění
Přestože se hovoří o rostlinách jako o dlouhodenních nebo krátkodenních, není ve skutečnosti důležitá délka dne, (světla) ale naopak délka noci (tmy). Docela dobře lze hovořit o rostlinách krátkonočních a dlouhonočních. Pokusy bylo prokázáno:
- je-li přerušena krátkodenní (tj. dlouhonoční) rostlině dlouhá noc krátkým osvětlením, rostlina nevykvete. Její požadavek na dlouhou noc nebyl splněn.
- je-li přerušena dlouhodenní (tj. krátkonoční) rostlině krátká noc krátkým osvětlením, rostlina vykvete. Její požadavek na krátkou noc byl splněn.

## Fotoperioda
Fotoperioda je počet hodin světla ve dvacetičtyřhodinových cyklech. Hraniční je tehdy, když při jejím překročení dochází k fotoperiodické reakci, tj. když dojde k urychlení nebo oddálení kvetení. Její délka je individuální a charakteristická pro typ reakce i druh organismu. Fotoperiodismus je přírodní fenomén, který reguluje životní pochody u rostlin i živočichů. U rostlin určuje např. dobu kvetení a období klidu, u živočichů čas rozmnožování i zimního spánku. O nástupu určitého období ale spolurozhoduje mj. i teplota, vlhkost atd.
Délka hraniční periody závisí také na zeměpisné poloze růstu jednotlivé rostliny, u druhů s výskytem na velkých plochách existují místní typy s různou hraniční fotoperiodou. V nižších zeměpisných šířkách jsou výkyvy v délce dne menší, proto regulace délkou dne musí být preciznější. Naproti tomu ve vysokých zeměpisných šířkách je vegetační doba sama o sobě omezena dlouho trvajícími mrazy a rostliny musí využít ke svému růstu a rozmnožování krátké období léta bez ohledu na délku dne. Fotoperiodismus se uplatňuje hlavně u rostlin mírného pásma a subtropů.

## Fotoperiodické požadavky
Požadavky na dobu osvětlení rostlin se mění také v závislosti na teplotě, stáří rostlin, intenzitě osvětlení a dalších faktorech. Ve zkratce můžeme požadavky jednotlivých rostlin rozdělit na:
- Kvalitativní

Některé fotoperiodicky citlivé rostliny je možno za situace, kdy není naplněná požadovaná doba osvětlení, udržovat v růstovém stavu téměř neomezeně dlouho a rostlina nevykvete. Tehdy označujeme fotoperiodický požadavek rostlin za kvalitativní nebo také absolutní. Těchto rostlin se především využívá k získání poznatků o regulaci kvetení, protože k nastartování stačí mnohdy jen jeden fotoperiodický cyklus (např. huseníček rolní).
- Kvantitativní

V jiných případech nemusí být fotoperioda pro kvetení zcela limitující, ale nenaplnění požadované doby osvětlení pouze kvetení rostlin oddálí. Takový požadavek nazýváme kvantitativní nebo také fakultativní, ten u většiny rostlin převládá.

## Procesy v rostlině
Světelný signál přijímá fytochromový systém v listech, je předán časovacímu mechanismu a přeměněn v biochemický signál. Vzniká květní hormon (florigen-FT) spouštějící kvetení, který byl objeven teprve nedávno. Ten je přenesen z listů do apikálního meristému, kde nastartuje proces směřující ke kvetení. Před nasazením květů se přemění vegetativní vrcholový meristém, který dosud neomezeně rostl a produkoval listy, v květní meristém. V něm odlišným typem buněčného dělení vzniknou základy pro květy – květní primordia, ze kterých se postupně vyvinou květy se všemi svými orgány.
Udržení rostliny ve stavu generativním, tj. ve kvetení, vyžaduje neustálý přísun biochemického signálu z listů. Pro jednotlivé rostliny je charakteristická nejen potřebná délka světelného dne, ale i po sobě následující počet takovýchto dnů. Způsob, jakým rostlina vyhodnotí dobu po kterou byla osvětlována, tj. jakým způsobem časovací mechanismus měří tento čas, není dosud znám.

## Klasifikace rostlin

### Krátkodenní rostliny
Zrychlují nástup do reprodukční fáze při zkracování délky dne až do určité meze dané nutnosti získat energii při fotosyntéze. Jsou to např. bavlník, chryzantéma, konopí, kukuřice, rýže, řepeň, sója, ovijnice nachová, merlík červený. Posledním dvěma stačí jediný krátký den k tvorbě květních poupat, jsou-li rostliny urychlovány ještě ve stádiu děložních lístků. Patrně se tak děje ještě před vstupem do juvenilní fáze.

### Dlouhodenní rostliny
U těch se zrychluje nástup do reprodukční fáze tím více, čím je den delší. Jsou to např. blín, huseník, ječmen, oves, pšenice, ředkvička, salát, špenát, tabák, žito, merlík zední, jílek mámivý, hořčice setá. Posledním dvěma stačí jediný dlouhý den (při splnění dalších podmínek) k nástupu kvetení.

### Neutrální rostliny
Přechod do reprodukční fáze probíhá bez ohledu na délku dne. Bývají to rostliny z extrémních podmínek nebo rostliny s výraznější juvenilitou, nebo i zcela obyčejné jako např. fazol, hrachor, rajče, slunečnice.
Naše brambory jsou z hlediska kvetení rostlinou dlouhodenní, ale z hlediska tvorby hlíz krátkodenní, myšleny jsou brambory původní, nešlechtěné na ranost.

## Význam
Asi 80 % české květeny je na fotoperiodicitu citlivá, v převažující míře to jsou rostliny dlouhodenní. Naopak u velké většiny dřevin se fotoperiodicita neuplatňuje. Období juvenility, tj.období do prvních květů bývá u dřevin většinou dlouhé, i několik desítek let, takže toto období lze jen stěží měnit a měřit. U mnoha dřevin byly květní pupeny založeny již v předešlém roce, např. u jabloně, broskvoně atd. Necitlivost k fotoperiodicitě je příčinou toho, že stromy vykvetou během teplého prosince, jejich kvetení je podmíněno mj. teplotou a vláhou, nikoliv však délkou dne.
Znalostí o fotoperiodicitě jednotlivých rostlin umožňují jednak přinutit okrasné květiny ke kvetení v neobvyklých ročních obdobích, ale budou potřebné i s ohledem na případné klimatické změny. Ve střední a severní Evropě se dnes pěstují dlouhodenní odrůdy ozimé pšenice, naší nejdůležitější obilniny, kvetoucí pozdě na jaře, kdy už je dostatečně teplo pro optimální vývoj květů a semen. Ve Středomoří ovšem přichází jaro častěji a po něm následuje brzy horké suché léto. Pro jižní Evropu jsou proto vhodnější odrůdy, které vykvetou dříve a stihnou dozrát před začátkem letního sucha (nejsou tak dlouhodenní jako naše). Za předpokladu, že české podnebí se následkem globálního otepování postupně přiblíží teplotně i srážkově středomořskému, bude zapotřebí buď přejít na jihoevropské odrůdy, nebo u našich dlouhodennost klasickým šlechtěním zkrátit.